# Litoria spenceri
Litoria spenceri är en groddjursart som beskrevs av Dubois 1984. Litoria spenceri ingår i släktet Litoria och familjen lövgrodor. IUCN kategoriserar arten globalt som akut hotad. Inga underarter finns listade i Catalogue of Life.